# Kathleen Martínez
Kathleen Teresa Martínez Berry (Santo Domingo, 1966) es una abogada, arqueóloga y diplomática dominicana especialmente conocida por sus trabajos desde 2005 en la búsqueda de la tumba de Cleopatra en el templo Taposiris Magna en Egipto. Encabeza la misión egipcio-dominicana en Alejandría. En la actualidad, es también Ministra Consejera, encargada de asuntos culturales  de la Embajada Dominicana en Egipto. 

## Biografía
Kathleen Martínez nació en Santo Domingo en 1966. Su padre, Fausto Martínez, profesor y erudito jurídico poseía una amplia biblioteca privada de la que Kathleen se nutrió para investigar la que con el tiempo sería su gran pasión, Egipto y los últimos días de Cleopatra.  Su madre es de ascendencia franco-inglesa.

## Estudios
A pesar de su pasión desde niña con Egipto, centró sus primeros estudios en la carrera jurídica. "Mis padres me habían convencido de que no valía la pena que yo fuera arqueóloga porque nunca tendría un trabajo serio y no podría vivir de esa profesión. Me convencieron" -ha explicado en algunas de sus entrevistas-. Estudió derecho como su padre y se graduó a los 18 años, empezando a trabajar como abogada. Antes de graduarse en la Escuela de Derecho de la Universidad Nacional Pedro Henríquez Ureña fue a estudiar inglés en Estados Unidos, en la Brown University. Tiene también una maestría en finanzas y una maestría en arqueología.

## Lo que no se sabe sobre la figura deCleopatra
Su obsesión con Cleopatra -ha explicado en repetidas ocasiones en un reportaje- nació de una discusión con su padre en 1990 y un grupo de amigos quienes consideraban que su biografía era poco relevante. Estudiar la historia de Cleopatra, al margen de la propaganda romana y los siglos de prejuicio contra las mujeres -asegura Kathleen- le permitió descubrir a la mujer avanzada a su tiempo, una mujer que estudió en la universidad, que tuvo que sufrir el descrédito de los romanos. "Sabía medicina, leyes, era filósofa, poetisa"... explica la arqueóloga. Tras avanzar en sus investigaciones descubrió la diferencia entre los textos orientales y los textos escritos por los romanos sobre su figura. Estudió -explica- minuciosamente los textos canónicos, en particular el relato de Plutarco acerca de la alianza de Marco Antonio con Cleopatra. También constató que, muy posiblemente, los investigadores modernos habían pasado por alto importantes pistas sobre el lugar donde estaba sepultada.

### En busca de la tumba
Su hipótesis inicial fue que dado que Cleopatra era considerada la representación de Isis, si hubiera tenido que buscar para sus últimos días un lugar para ser enterrada eligiría un templo dedicada a la diosa. A partir de las descripciones de Estrabón sobre el antiguo Egipto, Martínez bosquejó un mapa de sitios de enterramiento potenciales e identificó 21 localidades asociadas con la leyenda de Isis y Osiris. Tras descartar algunos templos localizó uno, a las afueras de Alejandría, que reunía todas las condiciones para que pudiera ser el templo que cobijara su tumba: el templo de Taposiris Magna (la casa grande de Osiris) cuestionando así otra de las hipótesis sobre el destino de Cleopatra , la desarrollada por el explorador francés Franck Goddio y su Instituto Europeo de Arqueología Submarina que busca la tumba en un palacio de Alejandría sepultado bajo las aguas a causa de un terremoto y cuyas excavaciones bajo el agua fueron retomadas en 1992.
Martínez realizó su primer viaje a Egipto en 2002. Logró contactar con el arqueólogo y director del Consejo Supremo de Antigüedades Zahi Hawas y visitar algunos templos. Cuando llegó a Taposiris Magna entendió -explica- que era el lugar que buscaba. Regresó a su país, decidió dar un giro a su vida y preparó un proyecto con el apoyo de la Universidad Católica de Santo Domingo para empezar a excavar. Era la primera vez que Egipto otorgaba una licencia para excavar a un país de América Latina. La propia Kathleen Martínez financió la primera expedición y muchas otras. Los primeros trabajos se iniciaron en 2004. En 2005 decidió abandonar su despacho de abogados para trasladarse a Egipto y dedicarse a la arqueología. También se reunió con la Cancillería y fue nombrada Consejera de Cultura de Egipto viajando con pasaporte diplomático.

### Excavaciones en Taposiris Magna
Taposiris Magna, un templo semidestruido, ubicado al borde del Lago Mariut, en Borg al Arab, a unos 50 kilómetros al oeste de Alejandría fue el lugar marcado por la arqueóloga dominicana. No era la primera vez que se excavaba. La primera expedición fue enviada por Napoléon. Las autoridades egipcias consideraban que no era un templo importante y que estaba inacabado. La realidad -asegura Martínez- es que estaba muy destruido y que había quedado en el olvido entre arena.  
Entre las evidencias arqueológicas localizadas están las primeras dos cámaras subterráneas que demostraron que en los templos egipcios dentro de sus murallas pueden tener cámaras subterráneas. Se trata de un aporte nuevo e importante a la arqueología asegura Kathleen Martínez. 
También se ha localizado una estela en jeroglifico y demótica indicando que el templo era considerado tierra santa. En 2018 anunciaba que se habían localizado más de 800 piezas más un gran cementerio con quince catacumbas, 800 cuerpos y 14 momias todas del mismo periodo. Durante más de diez décadas de excavaciones ha encontrado también bustos y monedas con el rostro de Cleopatra. 
En 2011 la revista National Geographic le dedicó el tema de portada y un reportaje

### Uso de tecnología para la investigación
En 2008 se anunció la utilización de radares especiales que facilitarían la búsqueda.  El radar detectó una red de túneles y corredores subterráneos a profundidades de 20,7 m, y tres estructuras que podrían ser cámaras funerarias.
En 2016 recibió apoyo de  empieza a utilizarse un topógrafo GPR que usa uno de los radares más potentes para detectar nuevas cámaras y seguir las extensiones de los túneles ya descubiertos, lo que podría agilizar los trabajos de excavación.

### Exposición en el Museo de El Cairo
El 18 de abril de 2018 el Museo de El Cairo inauguró la primera exposición  “10 años de la Arqueología Dominicana en Egipto”, donde se expusieron los avances, logros  y más de 350 elementos arquitectónicos rescatados por Martínez de la dinastía Ptolemaica dispuestas en la sala principal del museo egipcio de El Cairo. Los artefactos son un registro de la vida cotidiana, las actividades administrativas y religiosas, y el papel real y social que surgió al final del período ptolemaico. En la exposición se destacó primer aporte de Latinoamérica a la ciencia de la Egiptología.
La pieza más relevante es la llamada "estela magna" con un decreto del faraón Ptolomeo V revelando la fecha de construcción del templo entre el 221 y el 203 a. C. y demostrando, según la experta dominicana, la importancia de dicha construcción religiosa dedicada a la diosa Isis.

### ¿Proximidad del descubrimiento de la tumba de Cleopatra?
En enero de 2019 saltó de nuevo la polémica sobre la posibilidad de que se estuviera cerca del descubrimiento de las tumbas atribuidas a una conferencia que Zahi Hawass en la Universidad de Palermo. Tras la expectación, el egiptólogo desmintió la noticia asegurando en un artículo publicado en el diario Al-Ahram que la tesis de que las tumbas estuvieran en Taposiris Magna no era suya sino de Kathleen Martínez y que no creía la hipótesis de Martínez porque “los egipcios nunca enterraban en el interior de un templo”, dado que “los templos eran para rendir culto, y este lo era para la diosa Isis, es por lo tanto improbable que Cleopatra fuera enterrada ahí”.

## Premios y reconocimientos
- Premio Nacional de la Juventud (2010)[3]

- Premio personalidad cultural del Año (2011)
- En diciembre del 2018 reconocimiento de la Cancillería de la República Dominicana "por sus cuantiosos aportes a la cultura universal y por haber colocado a la República Dominicana en el mapa mundial de la comunidad intelectual”.[12]